# Je m'appelle Bagdad
Pour plus de détails, voir Fiche technique et Distribution.
Je m'appelle Bagdad (Meu Nome é Bagdá) est un film brésilien réalisé par Caru Alves de Souza, sorti en France en 2021.

## Synopsis
Bagdad habite un quartier populaire de Sao Paulo. Elle est la seule fille du quartier à faire du skate. Sa vie bascule lorsqu'elle rencontre un groupe de skateuses.

## Fiche technique
- Titre : Je m'appelle Bagdad
- Titre original : Meu Nome é Bagdá
- Réalisation : Caru Alves de Souza
- Scénario : Josefina Trotta et Caru Alves de Souza
- Musique : Will Robson
- Photographie : Camila Cornelsen
- Montage : Willem Dias
- Production : Rafaella Costa et Caru Alves de Souza
- Société de production :Manjericão Filmes
- Pays :  Brésil
- Genre : Drame
- Durée : 99 minutes
- Dates de sortie : 
  -  Allemagne : 25 février 2020 (Festival international du film de Berlin Catégorie 14Plus)
  -  Pérou : 21 août 2020 (Festival de Lima)
  -  Suisse : 5 mars 2021 (FIFDH de Genève)
  -  Norvège : 8 mars 2021 (Festival International Kosmorama de Trondheim)
  -  France : 22 septembre 2021

## Distribution
- Grace Orsato : Bagdad
- Helena Luz : Bia
- Karina Buhr : Micheline
- Marie Maymone : Joseane
- William Costa : Deco

## Accueil
Je m'appelle Bagdad a obtenu le grand prix de la Sélection Génération 14Plus notamment dans le Festival international du film de Berlin en 2020.